# Дарнтон, Роберт
Роберт Дарнтон (англ. Robert Choate Darnton; род. 10 мая 1939 года, Нью-Йорк) — американский историк, специалист по истории печати и книжной культуры Европы, а также по Франции XVIII века. Университетский профессор Гарварда и директор его библиотеки (2007—2016), перед этим профессор Принстона. Член Американского философского общества (1989). Национальная гуманитарная медаль США (2011).

## Биография
Младший брат — пулитцеровский лауреат журналист Джон Дарнтон.
Окончил Гарвардский университет (1960), получил степень доктора философии по истории в Оксфорде (1964), где учился по стипендии Родса. Работал репортёром в газете The New York Times (1964—1965). В 1965—1968 годах в Harvard Society of Fellows. С 1968 года в Принстоне, с 2007 года профессор в отставке. Президент Американской ассоциации историков (1999). Возглавляет библиотеку Гарвардского университета (с 2007 года; преемник С. Верба), его именной Университетский профессор (Pforzheimer University Professor). Своим ближайшим коллегой называл его Роже Шартье.
Выделился тем, что призвал к «более приземленному взгляду на Просвещение», основанному на «социальной истории идей». Его эссе об этом спровоцировало волну соответствующих научных исследований.

### Признание
Член Королевской академии французского языка и литературы Бельгии.
Стипендия Мак-Артура (1982). National Book Critics Circle Award (1996). Премия Гутенберга (Майнц, 2004). Премия Американской ассоциации историков печати (2005). Национальная гуманитарная медаль США (2011). Международная премия Чино дель Дука (2013).
Почётный доктор права Сент-Эндрюсского университета (2010).
Почётный доктор Уппсальского университета (2016).

## Книги
- Месмерианство и конец Просвещения во Франции/ Mesmerism and the End of Enlightenment in France. Cambridge; London: Harvard UP, 1968
- The Business of Enlightenment. A Publishing History of the Encyclopédie, 1775—1800. Cambridge; London: Harvard UP, 1979
- Литературное подполье Старого Режима/ The Literary Underground of the Old Regime, Cambridge; London: Harvard UP, 1982
- Литературная богема и революция/ Bohème littéraire et révolution: le monde des livres au XVIIIe siècle. Paris: Gallimard; Seuil, 1983
- The Great Cat Massacre and Other Episodes in French Cultural History. N.Y.: Basic Books, 1984 (премия газеты Los Angeles Times)
- The Kiss of Lamourette. Reflections in Cultural History. New York: Norton, 1990
- Berlin Journal 1989—1990, New York, Norton, 1991
- Литераторы, люди книги/ Gens de lettres, gens du livre. Paris: Ed. O. Jacob, 1992
- Запрещенные бестселлеры предреволюционной Франции/ The Forbidden Best-Sellers of Prerevolutionary France. New York: Norton, 1995
- The Corpus of Clandestine Literature in France, 1769—1789. New York: Norton, 1995
- Denkende Wollust. Frankfurt: Eichborn, 1996
- George Washingtons falsche Zähne oder noch einmal: Was ist Aufklärung? Essay. München: C. H. Beck, 1997
- J.-P. Brissot. His Career and Correspondence (1779—1787). Oxford, E-Book, 2001
- Поэзия и полиция. Общественное мнение и коммуникативные сети в Париже XVIII века/ Poesie und Polizei. Öffentliche Meinung und Kommunikationsnetzwerke im Paris des 18. Jahrhunderts. Frankfurt: Suhrkamp, 2002
- Die Wissenschaft des Raubdrucks. Ein zentrales Element im Verlagswesen des 18. Jahrhunderts. München: Carl Friedrich von Siemens Stiftung, 2003
- George Washington’s false Teeth. An Unconventional Guide to the Eighteenth Century. New York; London: Norton, 2003
- The Devil in the Holy Water, or the Art of Slander from Louis XIV to Napoleon. Philadelphia: University of Pennsylvania Press, 2009
- Во славу книги: вчера, сегодня, завтра/ The case for books: past, present, and future. New York: PublicAffairs, 2009 (фр. пер. 2010)
- Poetry and the Police: Communication Networks in Eighteenth-Century Paris. Cambridge: Belknap Press, 2010

На русском языке
- Великое кошачье побоище и другие эпизоды из истории французской культуры. — М.: Новое литературное обозрение, 2002.
- Поэзия и полиция. Сеть коммуникаций в Париже XVIII века. — М.: Новое литературное обозрение, 2016.
- Цензоры за работой. Как государство формирует литературу. — М.: Новое литературное обозрение, 2017.
- Месмеризм и конец эпохи Просвещения во Франции. — М.: Новое литературное обозрение, 2021.
- Литературный Тур де Франс : мир книг накануне Французской революции. / Пер. с англ. В. Михайлина. — М.: Новое литературное обозрение, 2022. — 476, [1] с. : ил.; — (Интеллектуальная история) — ISBN 978-5-4448-1745-2